# Kate Vaughan
Kate Vaughan (né Catherine Alice Candelin en 1852 et morte le 21 février 1903) est une danseuse et actrice britannique. Elle est particulièrement connue pour avoir initié une nouvelle danse dite la « danse de la jupe ». 

## Biographie
Kate Vaughan est née à Londres. Jeune fille, elle apparaît sur la scène du West End, où son père est musicien d'orchestre. Elle initie la « danse de la jupe » (skirt dance), qu'elle interprète dans le cadre d'une production d'Orphée aux Enfers en 1873 et en tant qu'actrice dans une pièce burlesque en 1896. Le principe de cette danse est d’abandonner le tutu, trop rigide, pour le remplacer par une longue jupe flottante, pour valoriser le mouvement.
Son biographe, W.J. Lawrence, qualifie Vaughan de « plus grande danseuse de son siècle » en ce qui concerne « la grâce, le magnétisme et la spiritualité ». En 1906, Sir Reginald St Johnston a écrit sur elle dans son livre A History of Dancing :

« En tant que pionnière d'un nouveau style de danse, en tant qu'inventeur, créatrice, de tout ce qu'il y a de mieux dans la danse d'aujourd'hui, elle aurait mérité à elle seule toute l'admiration et les éloges que nous pouvons lui accorder. Mais quand en plus nous nous rappelons que sa danse était si superbe, si gracieuse et si artistique, qu’elle pourrait en un instant balayer tous les préjugés enracinés des années en faveur de la danse classique et en affirmer la supériorité par la seule force et pour ses propres mérites, il faut sans hésiter placer Kate Vaughan comme la plus grande danseuse de son temps. »

Cette nouvelle danse associant l'amplitude de la jupe dans le mouvement  se confirmera par la suite notamment avec la danse serpentine  par Loïe Fuller en 1892.
De santé fragile, sa carrière artistique est compromise et elle devient scénographe. Elle meurt à l'âge de 51 ans.